# دينيس أوتزين جنسن
دينيس أوتزين جنسن (مواليد 2 ديسمبر 1974) هو سبّاح دنماركي، مثّل بلاده في الألعاب الأولمبية الصيفية 2000.

## روابط خارجية
دينيس أوتزين جنسن على موقع الاتحاد الدولي للسباحة (الإنجليزية)
- دينيس أوتزين جنسن على موقع أوليمبيديا (الإنجليزية)